# Tenis stołowy na Igrzyskach Wspólnoty Narodów 2022
Tenis stołowy na Igrzyskach Wspólnoty Narodów 2022 odbył się w dniach 29 lipca – 8 sierpnia 2022 roku w National Exhibition Centre w Solihull położonym w pobliżu gospodarza zawodów, Birmingham. Stu dziewięćdziesięciu zawodników obojga płci rywalizowało w jedenastu konkurencjach.

## Podsumowanie

### Klasyfikacja medalowa
| Klasyfikacja medalowa | Klasyfikacja medalowa | Klasyfikacja medalowa | Klasyfikacja medalowa | Klasyfikacja medalowa | Klasyfikacja medalowa |
| Miejsce               | państwo               | Złoto                 | Srebro                | Brąz                  | Razem                 |
| --------------------- | --------------------- | --------------------- | --------------------- | --------------------- | --------------------- |
| 1                     | Indie                 | 4                     | 1                     | 2                     | 7                     |
| 2                     | Singapur              | 3                     | 2                     | 2                     | 7                     |
| 3                     | Anglia                | 2                     | 1                     | 2                     | 5                     |
| 4                     | Australia             | 1                     | 3                     | 2                     | 6                     |
| 5                     | Walia                 | 1                     | 0                     | 1                     | 2                     |
| 6                     | Nigeria               | 0                     | 2                     | 2                     | 4                     |
| 7                     | Malezja               | 0                     | 2                     | 0                     | 2                     |

### Medaliści
| Konkurencja             | 1. miejsce                                                                   | 2. miejsce                                                    | 3. miejsce                                                          |
| ----------------------- | ---------------------------------------------------------------------------- | ------------------------------------------------------------- | ------------------------------------------------------------------- |
| Gra pojedyncza mężczyzn | Sharath Kamal                                                                | Liam Pitchford                                                | Sathiyan Gnanasekaran                                               |
| Gra pojedyncza kobiet   | Feng Tianwei                                                                 | Zeng Jian                                                     | Liu Yangzi                                                          |
| Gra podwójna mężczyzn   | Anglia · Paul Drinkhall · Liam Pitchford                                     | Indie · Sharath Kamal · Sathiyan Gnanasekaran                 | Singapur · Ethan Poh · Clarence Chew                                |
| Gra podwójna kobiet     | Singapur · Feng Tianwei · Zeng Jian                                          | Australia · Jee Minhyung · Jian Fang Lay                      | Walia · Charlotte Carey · Anna Hursey                               |
| Mikst                   | Indie · Sharath Kamal · Sreeja Akula                                         | Malezja · Choong Javen · Karen Lyne                           | Singapur · Clarence Chew · Zeng Jian                                |
| Mężczyźni drużynowo     | Indie · Harmeet Desai · Sathiyan Gnanasekaran · Sharath Kamal · Sanil Shetty | Singapur · Clarence Chew · Ethan Poh · Koen Pang · Izaac Quek | Anglia · Paul Drinkhall · Tom Jarvis · Liam Pitchford · Sam Walker  |
| Kobiety drużynowo       | Singapur · Zeng Jian · Zhou Jing Yi · Feng Tianwei · Wong Xin Ru             | Malezja · Tee Ai Xin · Alice Chang · Karen Lyne · Ho Ying     | Australia · Feng Chunyi · Jian Fang Lay · Jee Minhyung · Liu Yangzi |
| Mężczyźni C3–5          | Jack Hunter-Spivey                                                           | Nasiru Sule                                                   | Isau Ogunkunle                                                      |
| Mężczyźni C8–10         | Joshua Stacey                                                                | Ma Lin                                                        | Ross Wilson                                                         |
| Kobiety C3–5            | Bhavina Patel                                                                | Ifechukwude Ikpeoyi                                           | Sonalben Patel                                                      |
| Kobiety C6–10           | Yang Qian                                                                    | Lei Lina                                                      | Faith Obazuaye                                                      |